# Mahatsinjo Est
Pour les articles homonymes, voir Mahatsinjo.
Mahatsinjo Est est une commune urbaine malgache, située dans la partie centrale de la région d'Itasy.